# Giuseppe Bravin
Giuseppe Bravin (Torino, 19 settembre 1922 – Torino, 22 luglio 1944) è stato un partigiano italiano, insignito della Medaglia d'argento al valor militare.

## Biografia
Sin da ragazzo attivo antifascista, fu operaio presso la FIAT di Torino. Dopo l'8 settembre 1943, data in cui venne annunciato l'Armistizio di Cassibile, entrò nella Resistenza torinese. Il 10 novembre 1943 entrò nei GAP torinesi, che dai primi di dicembre furono guidati da Giovanni Pesce.
Il battesimo del fuoco avvenne il 15 febbraio del 1944 quando i gappisti attaccarono il comando SS nell'hotel Genova uccidendo tre ufficiali nazisti. In vista degli scioperi di marzo, dopo aver ucciso un repubblichino di guardia, Bravin fece saltare gli scambi della rimessa tranviaria di via Biella. Durante lo sciopero generale Pesce e Bravin misero fuori uso la cabina di alimentazione della rete filotranviaria, sita in piazza Bertoia, paralizzando buona parte della circolazione dei tram. Il 31 Bravin prese parte, sempre insieme a Giovanni Pesce, all'attentato contro il giornalista fascista Ather Capelli. I due gappisti agirono con grande decisione e uccisero con sette colpi di pistola Capelli mentre scendeva dalla sua auto davanti alla sua abitazione. Il 29 aprile ci fu l'attacco al Comando della Milizia forestale con relativa uccisione di tre ufficiali nazisti, di un sottufficiale e di un milite.

### L'attacco alla stazione radio
Poco prima dell'alba del 17 maggio 1944, insieme ai compagni Dante Di Nanni e Francesco Valentino, Bravin effettuò un attacco ad una stazione radio sulla Stura. Prima di posizionare le cariche esplosive, i tre gappisti disarmarono i nove militi che presidiavano la stazione; uno dei militi, tuttavia, fuggì e diede l'allarme, cosicché i partigiani furono intercettati dai nazifascisti. Nello scontro Bravin fu involontariamente ferito a un piede dall'arma di Valentino; fu poi ferito al braccio sinistro dai nemici. Anche Valentino rimase ferito. Entrambi vennero catturati, mentre Di Nanni riuscì a fuggire. Bravin fu dapprima ricoverato sotto sorveglianza (assieme a Valentino) nel pronto soccorso dell'ospedale San Giovanni Vecchio; poco dopo Valentino e Bravin furono spostati nella caserma di via Asti, dove furono torturati per tutta la giornata del 17 e durante la notte fra il 17 e il 18, ma resistettero alle sevizie in modo da dare la possibilità a Di Nanni di sfuggire alla cattura. Solo la mattina del 18, ritenendo che il lasso di tempo fosse stato sufficiente a Di Nanni per mettersi in salvo, uno dei due gappisti (quasi sicuramente Valentino) cedette e rivelò sotto tortura l'indirizzo della base gappista. Il 18 maggio l'appartamento in cui si trovava Di Nanni fu circondato dalla GNR e il partigiano fu ucciso nel corso dell'irruzione.

### Prigionia e morte
Bravin restò nelle mani dei fascisti per quasi due mesi, fu ripetutamente sottoposto a torture affinché rivelasse i nomi dei membri dell'organizzazione gappista, ma nonostante le sevizie non rivelò niente.
 
Il 22 luglio, a Barriera di Milano, fu impiccato; lo stesso giorno, ma in corso Vinzaglio fu impiccato Valentino, catturato insieme a lui.
Di Bravin rimangono le ultime lettere scritte alla madre prima di essere ucciso.